# Edison Studio
Edison Studio es un colectivo de compositores y un grupo de música electroacústica  fundado en Roma en 1993. Está formado por los compositores Mauro Cardi, Luigi Ceccarelli, Fabio Cifariello Ciardi e Alessandro Cipriani.
Edison Studio desde hace más de dos décadas ha obtenido numerosos reconocimientos como International Computer Music Conference 1993, 1994, 1995, 1997, 1999, 2000, 2001, 2002, 2003, 2008, Festival_Internacional_de_Bourges 1996, 1997, 1998, Main Prize Musica Nova 1996, Praga, Prix Ars Electronica1997, 1998, etc.) 
Edison Studio ha realizado producciones musicales electroacústicas para la Bienal de Venecia (2000 y 2001) y para Ravenna Festival (1999, 2000, 2004, 2008, 2016, 2017), RomaEuropa Festival 2016, 2017, Moscú Autumn Festival 2012, REDCAT Disney/Calarts Theatre Instituto de las Artes de California Los Ángeles 2005, etc.).
Entre sus producciones se encuentran: el CD Zarbing en el que participó el percusionista persa Mahammad Ghavi-Helm, y los espectáculos de cine live para las películas mudas Gli ultimi giorni di Pompei (Los últimos días de Pompeya), Blackmail (Chantaje) de Alfred Hitchcock, L’Inferno (El Infierno) de Francesco Bertolini, Adolfo Padovan y  Giuseppe De Liguoro, Das Cabinet des Dr. Caligari (El gabinete del doctor Caligari) de Robert Wiene, y Bronenossets Potiomkine (El acorazado Potemkin) de Serguéi_Eisenstein. Estas tres últimas bandas sonoras fueron publicadas por la Filmoteca de Bolonia en el siguiente orden: en 2011, en 2016 y en 2017 en versión 5.1 Surround Sound en DVD algunas películas restauradas de la colección Il Cinema Ritrovato  (El cine Recuperado). La Filmoteca di Bolonia, además, ha encargado a Edison Studio la banda sonora del documental En dirigeable sur le champs de bataille (En dirigible sobre el campo de batalla), cuyo estreno absoluto tuvo lugar en el Festival Il_Cinema_Ritrovato el 29 de junio de 2014, en la Plaza Mayor.  El mismo año se publicó un libro dedicado a las bandas sonoras de Edison Studio, compuestas para las películas mudas: AA.VV., Edison Studio. Il Silent Film e l'Elettronica in Relazione Intermediale, a cargo de Marco Maria Gazzano, Edizioni Exorma.
Sus bandas sonoras han recibido buenas críticas, entre ellas la de David Kim-Boyle en Computer Music Journal  sobre la primera ejecución absoluta realizada en vivo en el International Computer Music Conference 2003, en el auditorio de la National University of Singapore.

## Discografía
- Zarbing,[12] Mahammad Ghavi Helm, zarb, daf, CNIUNITE[23] - La Frontiera - RAI Trade (RTP0090)
- Edison Studio (DVD), video de Giulio Latini y Silvia Di Domenico - AUDV 00308 Auditorium Edizioni, Milano, 2007[24]
- Inferno,[16] banda sonora de Edison Studio de la película homónima de Francesco Bertolini, Adolfo Padovan, Giuseppe De Liguoro, DVD de la Cineteca di Bolonia, colección: Il Cinema Ritrovato n.10, 2011
- Das Cabinet des Dr. Caligari[17] banda sonora de Edison Studio de la película homónima de Robert Wiene; DVD de la Cineteca de Bolonia, colección: Il Cinema Ritrovato n.19, 2016
- La corazzata Potëmkin[18] banda sonora de Edison Studio en colaboración con Vincenzo Core de la película homónima de Serguéi Eisenstein; DVD Cineteca de Bolonia[9], colección: Il Cinema Ritrovato n.25, 2017